# Синусни чвор срца
Синусни чвор срца, чвор преткоморског синуса или синоатријски чвор (СА чвор)  је природни пејсмејкер срца одговоран  за покретање срчаног циклуса.  Он се налази у зиду срчаног мишића (миокарда), у близини прикључка синуса венарума са преткоморама (па отуда и његова назив  сино-преткоморски (атријски)  чвор.
Он спонтано ствара електрични импулс, који се потом кроз спроводни систем срца преносе широм срца, узрокујући контракције срца. Иако се електрични импулси генеришу спонтано, стопе импулса (а самим тим и пулса) одређује инервацију СА-чвора. 

## Историја
Синусни чвор су први открили а потом и ово откриће објавили 1907. године  млади студент медицине, Мартин Флак и његов ментор, Артур Кејт  у срцу кртице. Они су ово откриће остварили у импровизованој лабораторији постављеној на сликовитом сеоском имању Mann's Place у Кенту, Енглеска. Њима у част СА чвор носи и назив Кејт - Флаков чвор (енгл. Keith - Flack nodus) 

## Анатомија

### Положај
Синусни чвор који се састоји од групе специјализираних ћелија налази се у лумену десне преткоморе, и лежи између горње шупље вене и десног увастог наставка (десне аурикуле). Сноп овог чвора је дугачак 1 cm а широк 3 cm, и протеже се дуж терминалног гребена срца до доње шупље вене.
Његов дубоки део који се наслања на срчане миоците припада правој преткомори, док је површни аспект покривен масним ткивом. Ова изведена структура протеже се измећу 1 и 2   цм. десно од гребене терминалне цисте, додатка десне преткоморе, а иде и на задњу доњу страну (постероинфериорно) у горњем делу терминалног жлеба. Влакна овог чвора су специјализовани кардиомиоцити који нејасно наликују нормалним, контрактилним срчаним миоцитима. Иако посједују неке контрактилне нити, они се не контрахирају тако робусно. Поред тога, влакна чвора су значајно тања, више кривудава и боје се мање интензивно од срчаних мцита.

### Инервација
СА чвор је богато инервисан влакнима парасимпатичког нервног система (из десетог кичменог живаца или вагуса) и влакнима симпатичког нервног система (Т1-4, кичмених (спиналних) живаца ). Овај јединствени анатомски систем чини СА чвор који је подложан изразито упареним и антагонистичким аутономним утицајима. У мировању, ритам синуса је углавном под утицајем пражњења вагуса, а при вјежбсњу, углавном је под адренергичним утицајем.
- Стимулација вагуса (парасимпатичких влакна) изазива опадање стопе синоатријског чвора (чиме се смањује број откуцаја срца). Парасимпатички нервни систем, путенм акције вагуса, испољава негативан инотропни учинак на срце.
- Стимулација преко симпатичких влакана изазива повећање стопе СА чвора (чиме се повећава број откуцаја срца и снага контракције). Симпатички влакана повећавају снагу контракције јер поред инервације СА и АВ чворова, она инервишу  и саме преткоморе и коморе.

### Снабдевање крвљу
СА чвор прима доток крви из артерије СА чвора (Sinoatrial nodal artery). Анатомске студије са дисекцијама показале су да ово напајање у већини случајева може бити из огранака десне коронарне артерије срца (у око 60-70% случајева)  и огранак леве коронарне артерије, обично лева циркумфлексна артерија срца, ( у око 20-30% случајева). Ређе варијанте могу укључивати доток крви и из десне и леве коронарне артерије или две гране десне коронарне артерије.

### Венска дренажа
Како не постоје велике вене које одводе крв из СА чвора, ту функцију обављају мање венуле које одводе крв директно у десну срчану преткомору. 

## Функција
Акциони потенцијал ћелија синусног чвора је мали (око 60 mV) и одликују се заобљеним врхом. Током друге фазе (споре реполаризације) нема платоа, већ одмах настаје силазећи, десцендентни крак, тако да се друга и трећа фаза манифестује једном силазећом линијом. У ствари одмах по извршеној деполаризацији ћелија, настаје реполаризација ћелија синусног чвора. Током четврте фазе у ћелијама синусног чвора долази до спонтаног раста електричног потенцијала по једног критичног нивоа, који доводи до аутоматске активације ћелија (аутоматска деполаризација). Уколико критични ниво настаје нагло, брзо (нагиб постаје стрмији), уколико је аутоматизам у стварању импулса бржи и срчана фреквенција већа. Спорији развој критичног нивоа, праћен је споријом срчаном фреквенцијом.
Импулс који полази из синусног чвора шири се попут концентричних таласа кроз средишне делове миокарда преткомора брзином од 1 m/сек. деполаришући најпре миокард десне, а затим и леве преткоморе. Ова активација миокарда претркомора одвија се током 0,06 до 0.15 sec. (просечно 0,09 до 0,11 sec) и манифестује се таласом „P” на ЕКГ.

### Улога пејсмејкера
Иако неке од срчаних ћелија имају способност да генеришу електрични импулс (или акциони потенцијал) који активирају срчане контракције, СА чвор нормално га иницира, зато што ствара импулс нешто брже него друга подручја с пејсмејкерским потенцијалом. Кардиомиоцити, као и све мишићне ћелије, имају рефракцијске периоде до следеће контракције током којих се не може покренути додатна контракција. Њихов пејсмејкерски потенцијал надјачавају СА или АВ чворови.
У недостатку спољашње неуронске и хормонске контроле, ћелије СА чвор, у горњем десном углу срца, налазе се  природно празнећи делови (који стварају и акциони потенцијал) према 100 откуцаја у минути. Под утицајем парасимпатичког нервног система, та стопа је успорена на око 70-75 откуцаја у минути. Будући да је СА чвор одговоран за остатак електричне активности срца, понекад се назива и примарни пејсмејкер.

## Клинички значај
Дисфункције синусног чвора изазивају неправилан рад срца, узрокован неисправним електричним сигналима срца. Када је рад СА чвора срца неисправан, ритам срца постаје абнормалан – обично преспор или има паузе у својој функцији, а врло ретко ради брже него што је нормално. 
Оклузија артеријске крви у СА чвору (најчешће због инфаркта миокарда или прогресивне коронарне болести) може изазвати исхемију и смрт ћелија у СА чвору. Ово може пореметити електричне пејсмејкерске функције СА чвора, и може довести и до појаве синдрома болесног синуса. 
Ако СА чвор не ради или је импулс који настаје у СА чвору блокиран, пре пута кроз електрични систем провођења, група ћелија испод СА чвора постаје срчани пејсмејкер. Овај центар је обично представљен ћелијама унутар АВ чвора, што је подручје између преткомора и коморе, у оквиру преткоморске преграде. Ако АВ чво погреши, Пуркињеова влакна су повремено у стању да делује као задани или "бежећи" пејсмејкер. Разлог што Пуркињеове ћелије обично не контролишу број откуцаја срца је тај што један ствара акциони потенцијал на нижој фреквенцији него АВ или СА чворови.

## Галерија
- Спроводни систем срца
- Шематизован приказ Хисовог снопа
- Спроводни систем срца (види легенду)
- Кретање електричних импулса кроз срце и њихова регистрација на ЕКГ

Легенда: 1. Синусни (Кејт - Флаков) чвор, 2. Ашоф-Таварин чвор, 3. Хисов (АВ) сноп, 4. Леви крак Хисовог снопа, 5. Предња лева грана, 6. Задња лева грана, 7. Лева комора, 8. Међукоморска преграда, 9. Десна комора, 10. Десни крак Хисовог снопа